# Pentamidin
Pentamidin je antimikrobni lek koji se koristi za lečenje afričke tripanosomijaze, lajšmanijaze, Balamuthia infekcija, babezioze, kao i za prevenciju i lečenje pneumocistične pneumonije (PCP) kod ljudi sa slabom imunološkom funkcijom. Kod afričke tripanosomijaze koristi se za ranu bolest pre zahvata centralnog nervnog sistema, kao opcija druge linije za suramin. To je opcija i za visceralnu lajšmanijazu i za kožnu lajšmanijazu. Pentamidin se može dati injekcijom u venu ili mišić ili inhalacijom.

## Osobine
Pentamidin je organsko jedinjenje, koje sadrži 19 atoma ugljenika i ima molekulsku masu od 340,420 .
| Osobina                  | Vrednost |
| ------------------------ | -------- |
| Broj akceptora vodonika  | 4        |
| Broj donora vodonika     | 4        |
| Broj rotacionih veza     | 10       |
| Particioni koeficijent ( | 2,7      |
| Rastvorljivost (logS, log(mol/L))       | -3,8     |
| Polarna površina (PSA, Å2)  | 118,2    |

## Literatura
- Hardman JG, Limbird LE, Gilman AG (2001). Goodman & Gilman's The Pharmacological Basis of Therapeutics (10. изд.). New York: McGraw-Hill. ISBN 0071354697. doi:10.1036/0071422803.
- Thomas L. Lemke; David A. Williams, ур. (2007). Foye's Principles of Medicinal Chemistry (6. изд.). Baltimore: Lippincott Willams & Wilkins. ISBN 0781768799.

## Spoljašnje veze
|  | Molimo Vas, obratite pažnju na važno upozorenje u vezi sa temama iz oblasti medicine (zdravlja). |